# 天氣頻道
天氣頻道（英語：The Weather Channel，簡稱）是艾伦传媒集团子公司气象集团有限责任公司（Weather Group, LLC）所拥有的一個美国付费电视频道。该频道的总部位于美國佐治亚州亚特兰大。该频道于1982年5月2日开播，內容涵蓋天气预报、與天气相关的新闻、分析、纪录片和娱乐节目。
2018年與The Future Group合作，使用混合實境技術進行天氣預報，天氣頻道也因此獲得2019年艾美獎的「傑出科學、醫療或環境報道」獎。